# ビリー・ザ・キッド 孤高のアウトロー
『ビリー・ザ・キッド 孤高のアウトロー』（ビリーザキッド ここうのアウトロー、The Kid）は、2019年のアメリカ合衆国の西部劇映画。監督はヴィンセント・ドノフリオ、出演はイーサン・ホークとデイン・デハーンなど。
なお、WOWOWで放送された際には『ビリー・ザ・キッド 孤高のアウトロー』という邦題が使用されたが、「未体験ゾーンの映画たち2020」で上映された際には『スリー・ジャスティス 孤高のアウトロー』という邦題が使用され、2020年4月にTCエンタテインメントから発売されたDVDや、各オンデマンドサービスにおいてもこちらの邦題が使用されている。

## ストーリー
ある日の夜、リオ・カットラーは酔っ払った父親が母親を殴り殺すのを見て激高し、そのまま父親を銃殺した。銃声を聞きつけた叔父（グラント）が飛んできて、リオに殴りかかったが、リオは近くに落ちていたガラス片を使って返り討ちにした。逃走用の馬を盗み出した後、リオは姉のサラと一緒に逃げることにした。目的地は母親の友人が住むサンタフェだった。
ほどなくして、リオとサラはアウトローとして名高いビリー・ザ・キッド率いるギャングに遭遇した。リオの身の上話を聞いたビリーはリオと昔の自分を重ねた。若い頃、ビリーも母親を守るために父親を手にかけたからである。そこにパット・ギャレット率いる保安官たちがやって来て、ギャングと銃撃戦を繰り広げた。リオがどさくさに紛れて逃げ出すチャンスを窺っていたところ、ふと別のアイデアを思いついた。リオは「保安官のギャレットと一緒に旅をすれば、道中の安全を気にせずに済む」と考え、ギャレットに同行を申し出た。ギャレットは「母親が亡くなくなったので、離ればなれになって久しい父親を探している」というリオを不審に思いはしたが、取り敢えず同行を認めることにした。
一行はメキシコ人が運営する牧場に立ち寄り、そこにギャングたちの遺体を置いていくことにした。夕食の最中、一行はビリーたちの襲撃を受けて銃撃戦になった。ギャレットは人を殺すのに躊躇う素振りを見せなかったリオに違和感を覚え、「お前さんが最初に殺したのは誰だ。何か隠していることがあるのではないか」と尋ねたが、リオは「何もありませんよ」と答えるばかりであった。
一行はサンタフェに到着し、保安官のロメオに出迎えられたが、ギャレットは自分たちに敵意が向けられていることを感じ取り、急いでサンタフェを離れることにした。リオとサラは一行を離れ、母親の友人を探しに出かけた。道中、2人はグラントに襲撃され、サラが捕まってしまった。グラントは「お前の母親は売春婦だった。俺の兄さんを殺した罰として、お前の姉さんも売春婦にしてやる」と言い放った後、その場を去って行った。
リオはサラを救うべく直ちに行動を開始し、収監されていたビリーの元へと急行した。「ビリーならサラの居場所を突き止められる」という情報を得たためである。リオは危険を顧みずにビリーの脱獄に手を貸すことになったが、思わぬ展開が待ち受けていた。

## キャスト
※括弧内は日本語吹替
- パット・ギャレット: イーサン・ホーク（咲野俊介）
- ビリー・ザ・キッド: デイン・デハーン（西村健志）
- リオ・カットラー: ジェイク・シュア（寺依沙織）
- サラ・カットラー: レイラ・ジョージ（大南悠）
- グラント・カットラー: クリス・プラット（市橋尚史）
- ボブ・オリンジャー（英語版）: アダム・ボールドウィン（菊池康弘）
- ロメオ保安官: ヴィンセント・ドノフリオ
- ピート: キース・ジャーディン
- チャーリー・ボードレ（英語版）: クリス・ビルスマ
- トム・ピケット（英語版）: クリント・オーベンチェイン
- デイヴ・ラダボー（英語版）: チャド・ダッシュノー
- ビリー・ウィルソン: チャーリー・チャッペル
- ジェームズ・W・ベル: ジョセフ・サントス
- オーラン・モーラー: ホーク・ドノフリオ
- ミラベル: ジェニー・ガブリエル（英語版）

## 製作
2017年4月24日、ヴィンセント・ドノフリオ監督の新作にクリス・プラットが出演するとの報道があった。7月19日、デイン・デハーンの出演が決まったと報じられた。9月、ジェイク・シュアとアダム・ボールドウィンがキャスト入りした。10月、本作の主要撮影がニューメキシコ州で始まった。

## マーケティング・興行収入
2019年2月21日、本作のオフィシャル・トレイラーが公開された。3月8日、本作は全米268館で中規模公開され、公開初週末に51万4286ドルを稼ぎ出し、週末興行収入ランキング初登場18位となった。

## 評価
本作に対する批評家からの評価は平凡なものに留まっている。映画批評集積サイトのRotten Tomatoesには39件のレビューがあり、批評家支持率は46%、平均点は10点満点で5.37点となっている。サイト側による批評家の見解の要約は「構成、出演者の演技、製作意図は評価できる。しかし、それでもなお、『ビリー・ザ・キッド 孤高のアウトロー』は似たような題材を扱っている他の多くの西部劇との差異化に失敗していると言わざるを得ない。」となっている。また、Metacriticには15件のレビューがあり、加重平均値は51/100となっている。